# Stadsflora

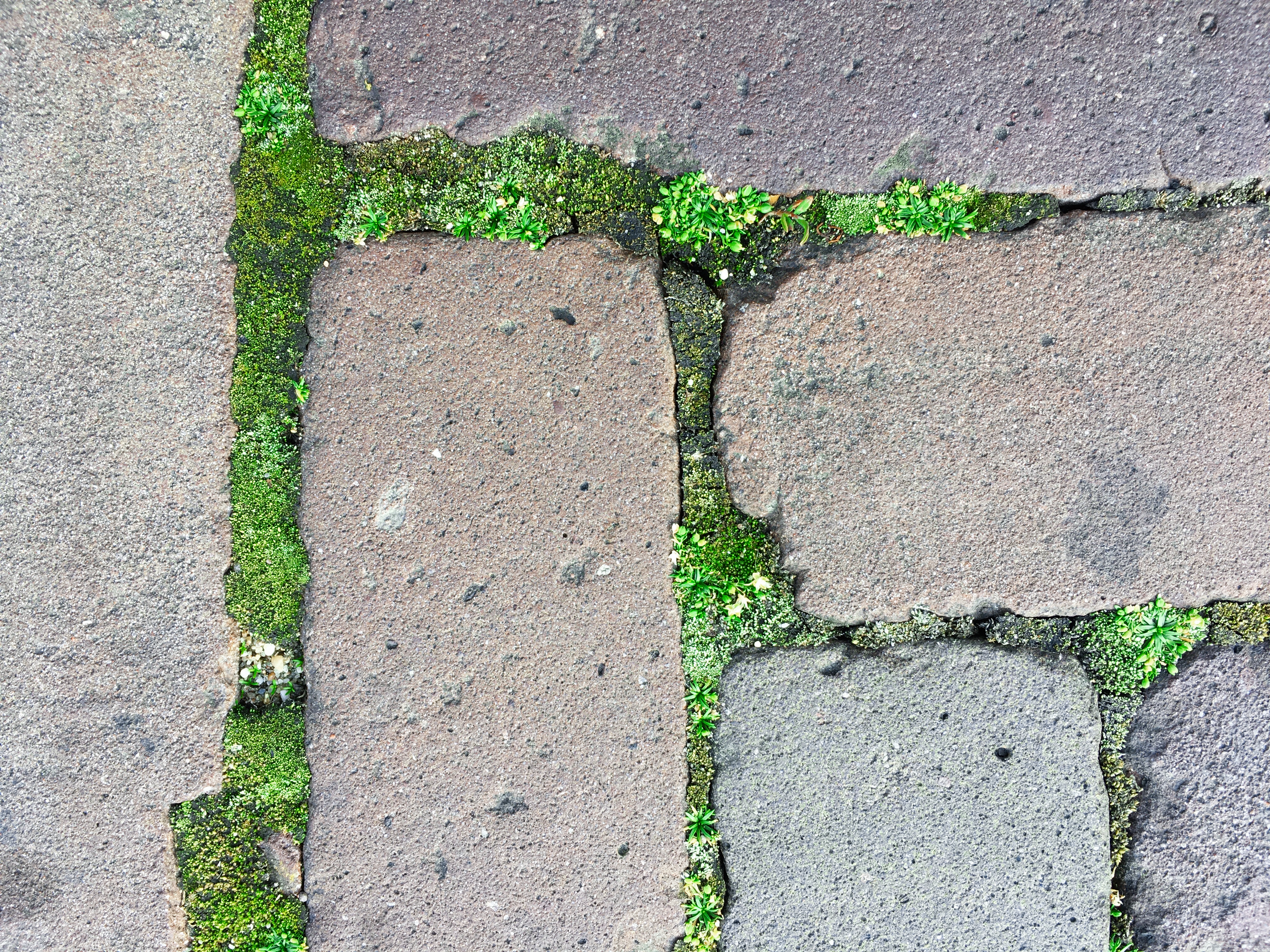
Tredplanten zoals liggende vetmuur en zilvermos bereiken hun absolute optimum in stedelijke gebieden.

De term stadsflora ofwel urbane flora is de verzamelnaam voor een ecologische groep van in het wild levende plantensoorten die karakteristiek zijn of veel voorkomen in urbane milieus. Ze worden ook wel stadsplanten genoemd. In de floristiek onderscheidt men van vanwege het dusdanig eigen karakter van de stadsflora een eigen floradistrict: het urbaan district.